# جانی باوم
جانی باوم (انگلیسی: Johnny Baum؛ زادهٔ ۱۷ ژوئن ۱۹۴۶) بازیکن بسکتبال اهل ایالات متحده آمریکا است.
از باشگاه‌هایی که در آن بازی کرده‌است می‌توان به ایندیانا پیسرز، بروکلین نتس، و شیکاگو بولز اشاره کرد.